# Josh Dun
Josh Dun, właśc. Joshua William Dun (ur. 18 czerwca 1988 w Columbus, Ohio) – amerykański perkusista, związany z zespołem Twenty One Pilots.

## Kariera

### House of Heroes
W marcu 2010 roku Josh Dun dołączył do zespołu House of Heroes, kiedy ówczesny perkusista Colin Rigsby musiał udać się na przerwę z powodu spraw rodzinnych. Będąc na jego miejscu, Josh nagrał kilka utworów na album Suburba. Wystąpił także w teledysku do „God Save the Foolish Kings”. Wziął udział w trasie koncertowej promującej album, jednak w pewnym momencie Colin Rigsby powrócił do zespołu.

### Twenty One Pilots
W 2010 Joshua zrezygnował z pracy w Guitar Center i planował przeprowadzić się do Nashville, aby rozwinąć swoją karierę perkusisty. W międzyczasie został poproszony przez ówczesnego perkusistę Twenty One Pilots, aby ten zastąpił jego miejsce. Dołączył do Tylera Josepha, podczas gdy Salih oraz ówczesny basista Nick Thomas zrezygnowali z udziału w zespole przez napięte grafiki.
Jako duet – Twenty One Pilots wydali drugi album zespołu o nazwie Regional at Best. Jego premiera odbyła się 8 lipca 2011 roku.
Premiera trzeciego albumu zespołu Vessel odbyła się 8 stycznia 2013 roku.
17 maja 2015 roku zespół wydał album Blurryface, który dodał rozpędu karierze dzięki singlowi "Stressed Out". Do tej pory teledysk do tego utworu został wyświetlony ponad 2 miliarda razy w serwisie YouTube.
5 października 2018 Twenty One Pilots wydali swój piąty album Trench.

## Życie prywatne
Josh zaczął się spotykać z amerykańską aktorką Debby Ryan w maju 2013 roku. Związek trwał do sierpnia 2014 roku. Para wróciła do siebie po niedługiej przerwie. 23 grudnia 2018 Joshua ogłosił zaręczyny pary na swoim Instagramie. 31 grudnia 2019 wzięli ślub na swojej noworocznej imprezie w towarzystwie najbliższych przyjaciół. O wydarzeniu poinformował amerykański „Vogue”.

## Nagrody i nominacje
| Rok  | Nagroda                        | Kategoria            | Rezultat  |
| ---- | ------------------------------ | -------------------- | --------- |
| 2014 | Alternative Press Music Awards | Najlepszy perkusista | Nominacja |